# Métro du Caire
Le métro du Caire est un réseau de chemin de fer métropolitain qui dessert la ville du Caire, capitale de l’Égypte. Il s'agit du premier réseau de métro construit sur le continent africain, mis en service le 27 septembre 1987.
Le « Grand Caire » est desservi par trois lignes de métro, avec quatre-vingt-quatre kilomètres de voie ferrée et soixante-huit stations, construites dans les années 1980, 1990 et 2010. Un projet de trois autres lignes est à l'étude.
Le métro est géré par le « National Authority for Tunnels ». Les lignes utilisent un écartement standard (1 435 mm).
Sur toutes les lignes, les rames comportent deux voitures du milieu (la quatrième et la cinquième), elles sont réservées aux femmes, la cinquième entre neuf heures et dix-huit heures. Cette particularité a été créée pour protéger les femmes contre le harcèlement sexuel.
Le métro du Caire s'inscrit dans un système de transport sur rail se raccordant sur des voies de lignes urbaines de tramway et des lignes de banlieues. Un réseau de deux lignes de monorail est en construction.

## Historique
Ville la plus peuplée d'Afrique et du monde arabe, le Caire a été confrontée, depuis les années 1950, à la nécessité grandissante de s'équiper d'un système de transport de masse. En 1987, à sa population de dix millions d'habitants s'ajoutaient deux millions de personnes travaillant au Caire le jour mais n'y résidant pas. La capacité des transports en commun à l'époque était de 20 000 personnes par heure.

### Projet très ancien
L'idée d'un métro a pour la première fois été évoquée en 1930 par l'ingénieur égyptien Saiyed Abdel Wahed qui travaillait à l'« Egyptian Railway Authority », mais cette idée avorta rapidement. À la suite de la révolution égyptienne de 1952, l'idée suscita un regain d'intérêt ; en 1954, une étude d'experts français fut publiée avec un rapport à propos du futur des transports égyptiens. Ils proposèrent un métro comportant deux lignes, une de douze kilomètres de long reliant « Bab al-Loug » et « Ismailia » et une seconde ligne de cinq kilomètres reliant « Boulaq » au château « Abou al-Ela ». Ils suggérèrent qu'une unique compagnie se charge de l'ensemble de la gestion des transports en commun.
Plus tard, de nombreux experts vinrent en Égypte pour regarder la faisabilité de ce projet : des Soviétiques en 1956, des Japonais et des Français en 1960. C'est finalement en 1969 que le gouvernement a approuvé le besoin d'une étude montrant le manque de capacité des transports en commun alors en place au Caire. Le ministre égyptien des Transports souhaitait une étude menée par des entreprises étrangères. C'est l'entreprise française SOFRETU qui a remporté l'appel d'offres le 20 septembre 1970.
L'étude de transport terminée en 1973 et approuvée comme plan de déplacement dans l'agglomération par les autorités en 1975 préconisait, pour résoudre les problèmes de transports dans le grand Caire, un système ferroviaire avec trois lignes, une première ligne régionale de quarante-trois kilomètres utilisant des voies ferrées existantes, avec des éléments au gabarit 2,9 m, connectant Helwan à El Marg (Helwan - Bab el luk et le pont Al Laymon - El Marg) avec un tunnel passant sous les rues Kasr el Nil et Ramsès. Les deux autres lignes étaient dites urbaines - métro classique, gabarit de 2,6 m, une ligne de 13,5 km raccorderait Shubra El-Kheima et Gizeh, en passant sous la rue Ramsès et la place Tahrir. Enfin la troisième ligne, longue de dix kilomètres, irait de « El Darassa » à « Embabah ».

### Construction de la ligne régionale nord-sud
La priorité était de créer la première ligne pour réduire 30 % du trafic quotidien vers le Caire, tout en utilisant des infrastructures déjà existantes, la ligne d'Helwan. Le projet consistait en la transformation de cette ligne, alors exploitée par la Société Nationale des Chemins de fer Égyptiens, en ligne de métro, ce qui supposait la suppression de tous les passages à niveau sur les sections en surface. Au total furent créés neuf autoponts et vingt-trois passages piétons.
C'est à la suite d'un appel d'offres international lancé en août 1980 par la Société Nationale des Chemins de fer Égyptiens (par la suite remplacée par la National Authority for Tunnels) que le projet a été attribué en juin 1981 au Consortium Interinfra/Arabco composé de dix-sept sociétés françaises et de deux sociétés arabes. Parmi les entreprises impliquées figurent l'incontournable Arab Contractors et les sociétés françaises Alstom, Spie Batignolles, CSEE, CGA, Jeumont-Schneider, Campenon-Bernard. L'offre française était associée à un financement français d'un tiers pour la construction du tunnel.
Alstom livra pour le tronçon de Helwan à Bab-El-Luk de cette ligne cinquante-deux rames de trois éléments, à alimentation électrique par caténaire sous tension de 675 volts en courant continu, dès 1980-1981.

#### Première phase (1981-1987)
Les travaux de la première phase du projet, débutant fin 1981, consistait essentiellement dans le creusement d'un tunnel en centre-ville de 4,7 km de « Ismail Abaza » à la gare Ramsès avec cinq stations, ainsi qu'une modernisation de la ligne allant d'« Helwan » à « Ramsès ». Le creusement de tunnels, de sept mètres de hauteur et de 8,70 m de largeur, fut limité par la texture du sol rencontré, constituée en grande partie de sable, d’argile et de limon hautement instables. Les techniques de construction seront celles de la tranchée - fouille ouverte par plots successifs : les entrepreneurs creusèrent sur toute la largeur de l’emprise, installant d’abord des murs latéraux en béton préfabriqués et coulant le plancher et le plafond en béton armé, avant de remblayer et de reconstruire les voies de circulation en surface. Cette technique simple de fouille ouverte fut compliquée par deux impondérables problèmes particuliers à la ville du Caire : les eaux du Nil s’infiltrèrent facilement dans le sol sablonneux des rives. Dans certaines sections du chantier, la nappe phréatique se trouvait à seulement à cinquante centimètres du sol ce qui compliqua l’exécution des travaux. Les infiltrations étaient si importantes qu'il fut impossible d'imaginer un système de pompage, même en continu, d'autant que le système d'évacuation des égouts n'était pas dimensionné pour rejeter de si importantes quantités d'eau. Pour résister à la pression de la nappe souterraine, du mortier de ciment au sulfate dosé à 400 kg/m3 fut projeté sur les parois. L'autre particularité était la densité du trafic en surface. Pour pouvoir construire dans des conditions acceptables, les travaux furent divisés en plusieurs phases, jusqu'à douze phases près de la place Tahrir. D'autres difficultés plus imprévues surgirent comme l'éventrement de conduites d'eau, en l'absence de repérages grâce à des cartes du sous-sol.

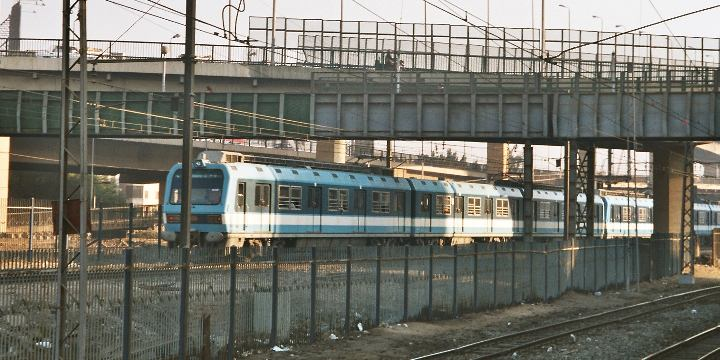
Rame de la ligne 1

Cette première phase, soit vingt-deux kilomètres et vingt-deux stations, fut inaugurée le 26 septembre 1987 par Jacques Chirac et Hosni Moubarak. Cette inauguration fut commémorée par une médaille. Lors de la première année de pleine d'exploitation, 98 millions de passagers seront transportés, 370 000 passagers sont transportés en jour de semaine fin 1988, à comparer avec les 220 000 passagers par jour de l'ancienne ligne. Si les débuts furent en dessous des prévisions, la croissance du trafic augmenta très rapidement au cours des années suivantes.

#### Seconde phase (1985-1989)
La seconde phase, qui commença début 1985, consistait essentiellement en la reconstruction du réseau d'alimentation électrique et l'électrification en 1 500 V, du renouvellement des voies avec des rails à 54 kg/m et des traverses monobloc en béton, ainsi que de la mise en service du tronçon « Ramsès » à « El Marg » par la suppression de tous les passages à niveau et traversées piétonnes. Les quais de stations de toute la ligne furent allongés à 197 mètres pour recevoir des rames de neuf véhicules. Il était prévu qu'Alstom livre quarante-huit rames de trois véhicules, assemblés localement chez Semaf à Helwan, de plus à la mise en service de cette section rénovée. Un dépôt fut également construit à « Tura » « el Balad ». Cette seconde section de quatorze kilomètres avec douze stations, fut mise en service le 12 avril 1989. La ligne fut alors ouverte de 5 heures à 23h30.

#### Troisième phase
La troisième phase consistait essentiellement à la mise à niveau globale de cette ligne, en particulier avec de nouveaux systèmes de signalisation et de télécommunications, pour permettre à des rames de neuf véhicules de circuler avec des intervalles de 2,5 minutes, ce qui permettait une capacité de transport de 60 000 passagers par heure et par direction, soit un million de passagers par jour.
Un consortium japonais remporta en 1992 un contrat de trente rames de trois éléments complémentaires, pour faire face à l'accroissement de trafic.
La ligne sera prolongée d'une station, « New el Marg », en 1999. Cette partie sera rénovée en 2018 par un consortium français.

#### Coût et financement
Le coût total de la construction et des l'équipements de la ligne régionale fut estimé à 866 millions de livres égyptiennes (6,5 milliards de francs courants et 225 millions de livres égyptiennes), en comprenant la totalité du matériel roulant soit cent rames construites par Alstom), pour 1,7 milliard d'euros.
La France a procuré la majeure partie de l'argent nécessaire sous forme de crédits et de dons, entre 1980 et 1987.

#### Rénovations
Plusieurs rénovations et modernisations de la ligne ainsi que du matériel roulant furent effectuées depuis 1999. Un projet de rénovation modernisation, d'un montant de 752 millions d'euros en partie financée par l'Union européenne, sera lancée en août 2019.

### Construction de la ligne 2, première ligne urbaine Nord-Sud
L'étude du tracé de la seconde ligne de métro a été lancée par la NAT en 1984. Il était prévu initialement que cette ligne serait construite en deux étapes. La phase 1 irait de la gare de Shoubra au Nord à la station « Sadate », sous la place Tahrir (10,8 km), avec treize stations, dont deux de correspondance. Décidée en 1995, la phase 2 irait de la station « Sadate » à la gare d'« El Giza » (6,5 km) avec la traversée des deux bras du Nil et six stations. Il était prévu que la ligne serait desservie par quinze rames de huit véhicules.
Un appel d'offres pour la construction de la première phase fut lancé en septembre 1991. Le consultant choisi est Parsons Brinckerhoff. Les contrats de construction de la phase 1 furent accordés fin 1992, au consortium français InterInfra qui fut également choisi pour les équipements d'électrification et de signalisation avec Alcatel-Alstom en chef de file. Cogifer fournit les rails. Les travaux de construction de la phase 2 furent attribués, sans nouvel appel d'offres, au même consortium en 1995, puis en décembre 1997 ceux de l'extension vers « Gizeh ».
C'est un consortium japonais, conduit par Mitsubishi, qui reçoit le contrat de fourniture du matériel roulant. Ce contrat comprenait au total la fourniture de cinquante-cinq rames de trois véhicules et devaient être livrés début 1995. Chaque rame de trois véhicules est composé d'une motrice conducteur, d'un élément remorque et d'une motrice non conducteur.
La première phase devait être mise en service mi-1996, la seconde phase vers l'université du Caire en décembre 1997. Les premiers essais n'eurent lieu qu'en juillet 1996. La première phase sera inaugurée en deux étapes, la première en octobre 1996 et la seconde en septembre 1998. L'extension vers l'université du Caire sera inaugurée en avril 1999. La ligne est majoritairement souterraine, une méthode de construction des tunnels fut la tranchée ouverte, mais surtout grâce à deux tunneliers de construction allemande baptisés Hatchepsout et Néfertiti.
Finalement cette ligne sera construite en cinq phases, avec un nombre de stations réduit à onze en phase 1 par rapport au plan initial. La ligne sera en revanche prolongée dans sa partie méridionale par rapport à ce plan :
- Shoubra - Martyrs (ex-Mubarak) : 8 km, huit stations dont une aérienne, une en surface et six souterraine[40], mise en service le 1er octobre 1996[41] ;
- Martyrs - Sadate : 3 km, trois stations, mise en service en septembre 1998 ;
- Sadate - Université du Caire : 5,5 km (avec la traversée du Nil), quatre stations, mise en service le 19 avril 1999[42] ;
- Université du Caire - Gizeh Omm El Misryeen (ex-Suburbain) : 2,7 km en surface, trois stations, mise en service le 8 octobre 2000 ;
- Gizeh Omm El Misryeen - El-Mounib : construction de 2,5 km, deux stations, confiée en août 2001 à InterInfra (Vinci, Bouygues, Spie, Alstom, Alcatel, Arab Contractors)[43],[44], avec un financement européen[45], mise en service le 17 janvier 2005[46].

Le coût total de la construction et l'équipement de cette ligne a été évalué à 3,1 milliards d'euros en 2002.

### Construction de la ligne 3, seconde ligne urbaine Est-Ouest

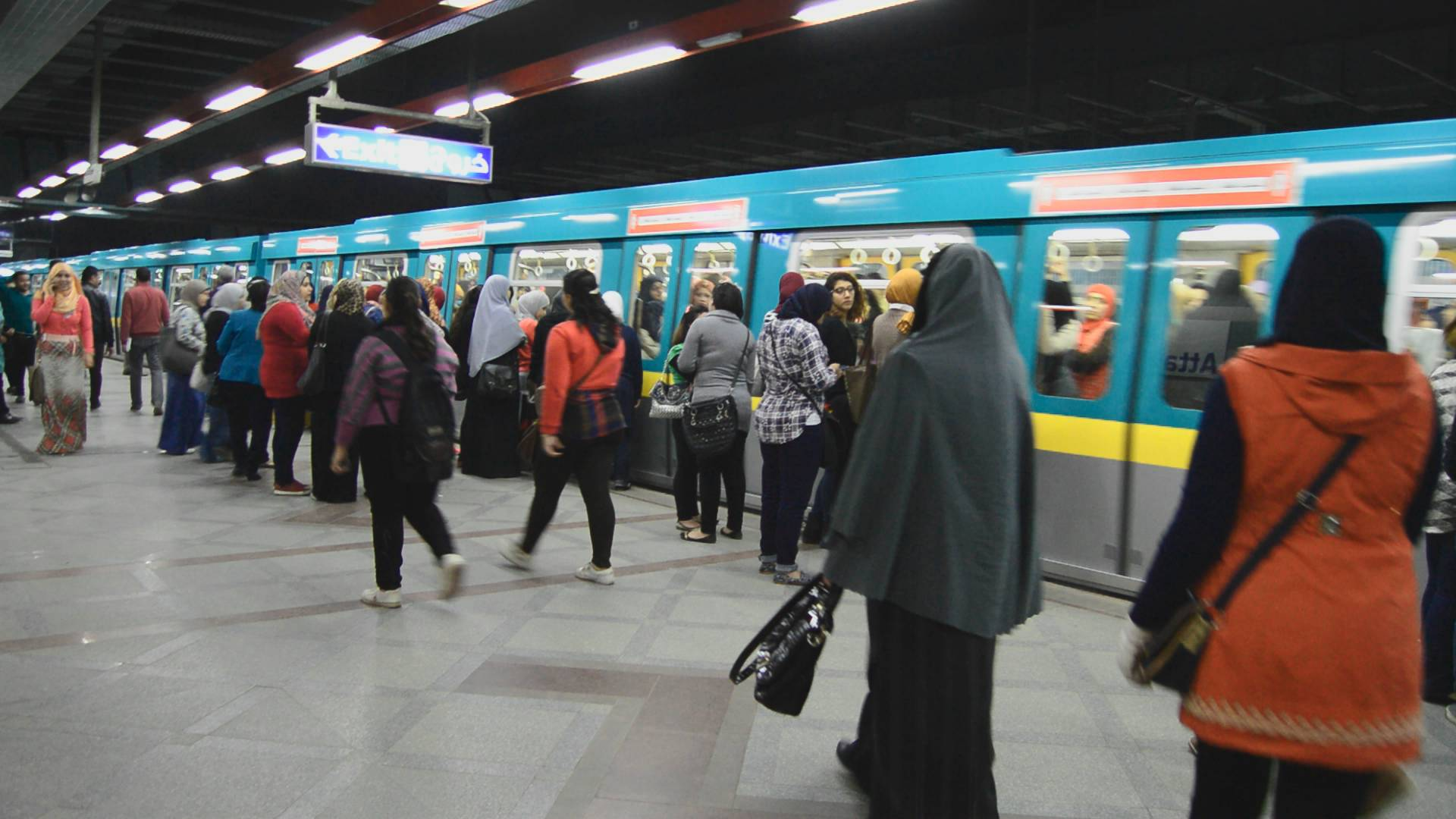
L'espace en station réservé aux femmes

Le plan de déplacement de 1973 préconisait déjà une troisième ligne. Le plan de 1998, à la suite de la nouvelle étude Systra, confirmait sa nécessité, avec des modifications de son tracé dont plusieurs furent étudiés. La décision de construire cette ligne de métro de trente-trois kilomètres dont vingt-six en souterrain et de vingt-neuf stations, qui irait de Imbaba à l'aéroport en passant par le centre avec une branche vers l'université à l'Ouest, fut prise en 2000. Il fut prévu de construire cette ligne en dix ans et quatre phases. C'est le consultant français Systra qui en obtint en février 2001 le contrat d'étude.
Un appel d'offres pour la première phase fut lancé en 2002, la seconde en 2009 et la troisième en 2011. Les sociétés furent préqualifiées début 2003, mais les cahiers des charges ne furent disponibles qu'en septembre 2005 et ce n'est que début 2007 que les contrats furent attribués. Le consortium français InterInfra, le principal constructeur des deux premières lignes, sera invité à la construction des trois phases,, faisant du métro du Caire un métro de conception et de financement partiellement français,,,. Une partie du financement provient également de la BEI. Des soupçons de corruption donnèrent lieu à une enquête visant plus particulièrement la société Thales,.
C'est un consortium japonais qui remporta le premier contrat de matériel roulant en 2007.
Initialement la phase 1 devait être mise en service en octobre 2011, la phase 2 en octobre 2013,la phase 3 Attaba – Rod El Farag/Université en 2020 et la phase 4 El Ahram – Aéroport en 2022.
Pour la construction de cette ligne surtout souterraine, c'est essentiellement la technique du tunnelier qui est utilisée,.
La mise en service de la ligne 3 est réalisée en plusieurs étapes :
- Phase 1 : Attaba - Abbasia : 4,2 km en souterrain, cinq stations, inaugurée le 21 février 2012[66],
- Phase 2 : Abbasia  -  Haroun El Rachid en souterrain, 7,2 km, cinq stations, inaugurée en mai 2014[67],[68] ;
- Phase 4a : Haroun El Rachid  -  El Shams Club en souterrain, quatre kilomètres, trois stations, inaugurée en juin 2019[69] ; la station Square Héliopolis fut mise en service en octobre 2019[70].
- Phase 3a : Attaba – Kit-Kat : 4 km en souterrain, quatre stations, inaugurée le 6 octobre 2022
- Phase 3b : Kit-Kat – Rod Al-Farag Corridor : 6,6 km en souterrain et en surface, six stations, inaugurée le 1er janvier 2024

## Réseau actuel

### Présentation du réseau
Le réseau, qui s'étend sur 84 km et dessert soixante-huit stations, est composé de trois lignes, une ligne régionale et deux lignes urbaines. L'alimentation de la ligne régionale est en 1 500 V courant continu par caténaire, celle des lignes urbaines en 750 V par troisième rail.
Après la révolution égyptienne de 2011, la station Hosni Moubarak, qui dessert la gare ferroviaire centrale Ramsès, a été renommée El Shohada (« Les martyrs »), en mémoire des victimes de la révolution.

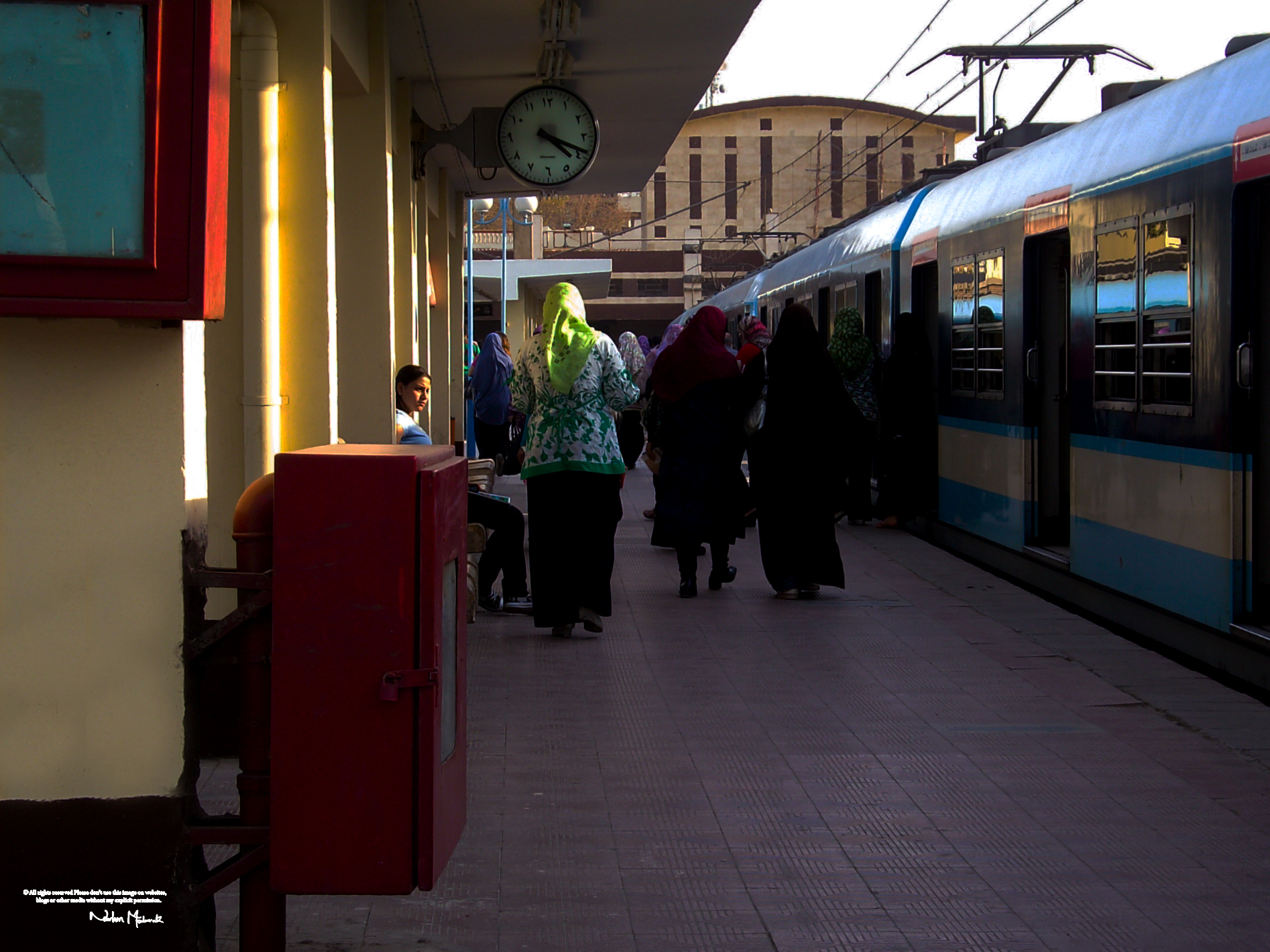
Station Helwan.

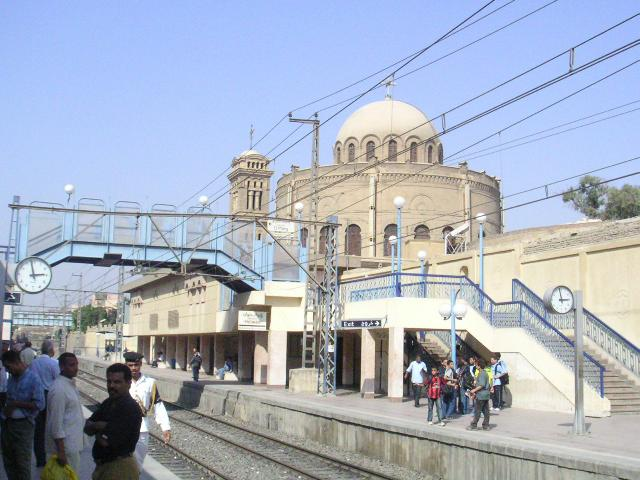
Station Mar Girgis sur la ligne 1

| Ligne  | Terminus                                                 | Ouverture         | Dernière extension | Longueur | Stations |
| ------ | -------------------------------------------------------- | ----------------- | ------------------ | -------- | -------- |
| 1      | Helwan – New El Marg                                     | 26 septembre 1987 | 1999               | 44,3 km  | 35       |
| 2      | Shubra El-Kheima – El Mounib                             | 1er octobre 1996  | 17 janvier 2005    | 21,6 km  | 20       |
| 3      | Rod Al-Farag Corridor/Université du Caire – Adli Mansour | 21 février 2012   | 15 mai 2024        | 26,1 km  | 29       |
| TOTAL: | TOTAL:                                                   | TOTAL:            | TOTAL:             | 92 km    | 80       |

#### Ligne 1Helwan- El Marg el Gedeeda
La ligne suit un itinéraire Nord-Sud le long de la rive Est du Nil (jusqu'à Helwan au Sud et El Marg au Nord-Est) et relie entre elles deux lignes ferroviaires existantes par une jonction souterraine. Il s'agit d'une ligne ferroviaire régionale (type RER) plus que d'un métro classique avec circulation à gauche. La ligne parcourt au total 44,3 km dont 4,5 km en souterrain, et dessert trente-cinq stations après l'ouverture de la station Université d'Helwan en 2002. Elle peut alors transporter 60 000 passagers par heure dans chaque sens. Cette ligne comporte des rames de neuf voitures - trois éléments de trois véhicules -, avec une fréquence de 2,5 minutes et une vitesse maximum de 100 km/h. La ligne transporte 1,4 million de passagers quotidiennement. Un contrat de rénovation de la ligne a été signé avec le consortium Interinfra en février 2002. Des études sont en cours pour déterminer les nouveaux travaux de rénovation nécessaires. La BERD soutient le projet en accordant un prêt de 205 millions d'euros,.

#### Ligne 2
Une seconde ligne de métro a été ouverte en octobre 1996, puis prolongée essentiellement dans la seconde moitié des années 1990, reliant El-Mounib au Sud-Ouest (en passant par Gizeh) et Shubra El-Kheima au Nord. Elle est en correspondance avec la première ligne à deux stations, Sadate, près du musée égyptien du Caire, et Martyrs à la gare centrale. Cette ligne mesure 21,5 km dont treize en souterrain et dessert vingt stations. Elle transporterait de un million de voyageurs par jour, à 1,76 million par jour.
Un projet de mise à niveau avec une nouvelle commande de rames est financé en partie par la BERD est en cours. C'est grâce à ce financement que le métro du Caire acheta six rames à la société Hyundai.

#### Ligne 3
Une troisième ligne a été inaugurée le 21 février 2012. D'orientation générale Est-Ouest, cette ligne est en exploitation entre les stations Abbasia et El Adly Mansour, et doit à terme relier les deux rives du Nil, à l'instar de la ligne 1, à l'Ouest vers Imbaba et el Mohandiseen et à l'Est vers l'aéroport international du Caire à Héliopolis. La ligne sur la totalité des parcours de Rod El Farag et Université du Caire vers Aéroport du Caire et Adly Mansour sera longue de 46,6 kilomètres et desservira trente-neuf stations.
En août 2020, la ligne atteint dix-huit kilomètres et dessert dix-neuf stations. En 2019, la ligne transporte 140 000 passagers par jour.
Le reste de la ligne, soit la phase 3 - extensions de Attaba à Imbaba (El Bohy - avec embranchement vers le Sud-Ouest : Université du Caire et Rod El Farag, dix-sept kilomètres) et la phase 4B (extensions vers l'aéroport du Caire/Adly Mansour, 18,2 km), sont en construction. C'est encore un consortium français qui en avril 2016, avec Systra, gagne l'appel d'offre de construction de la phase 3 de la ligne. Le projet est en partie financée par la BEI avec un prêt de six-cents millions d'euros accordé en 2012 qui sera débloqué par tranches d'un tiers du prêt. L'AFD accorde un prêt complémentaire de 300 millions d'euros. Les travaux de forage de la troisième phase ont été officiellement lancés en mai 2018. La phase 4 est également en construction. Le consortium français gagne la première partie de la construction de la phase 4.
Plusieurs difficultés, dont les relations des constructeurs français avec les autorités militaires au pouvoir depuis 2013, ralentissent les travaux.

### Système technique

#### Matériel roulant

##### Matériel roulant de la ligne régionale
Pour l'exploitation de la ligne régionale, aux cinquante-deux rames de trois éléments livrés en 1980-1981, Alstom livre quarante-huit rames, commandés en 1986, de plus en 1989. Cette dernière série sera fabriquée avec la coopération de l'industrie ferroviaire égyptienne à la Semaf à Toura. Ces rames roulent sur des voies à écartement standard, à la vitesse maximale de 100 km/h, sont alimentés par caténaire en 1 500 V. Les rames, d'une longueur totale de 63,4 mètres, de largeur 2,88 mètres, sont composés de trois éléments, deux motrices de deuxième classe et un élément intermédiaire de première classe. Les cinquante-deux premières rames Alstom ont fait l'objet d'une rénovation entre 2011 et 2012, en partie financée par des prêts français.

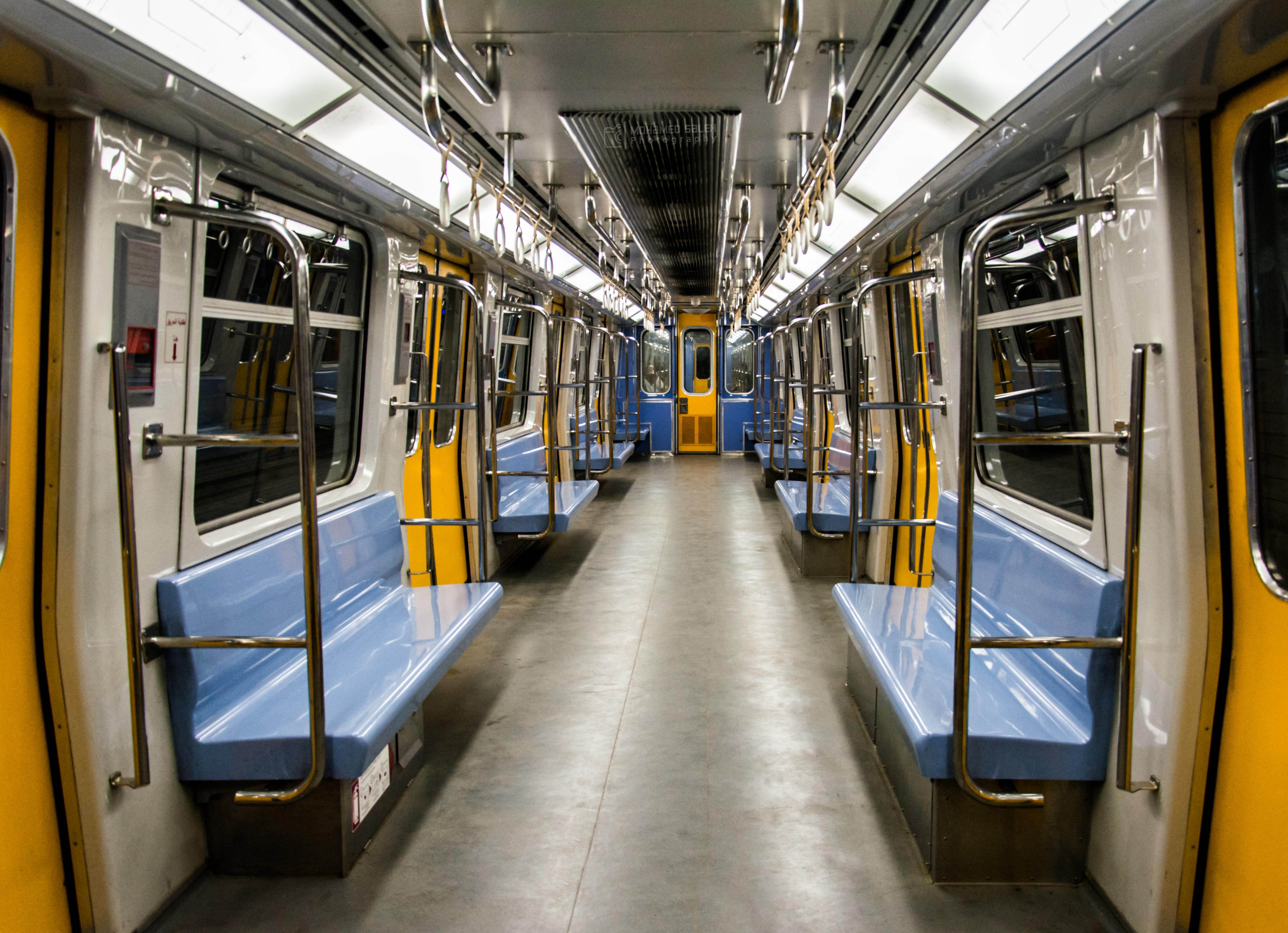
Intérieur d'un élément

Pour la mise en service de la phase 3, une commande supplémentaire de trente rames de trois éléments a été passée en 1992 à un consortium japonais (Mitsubishi, Kinki Sharyo, Toshiba), également assemblés chez Semaf. Les caractéristiques principales de ces éléments sont identiques à ceux d'Alstom. En effet le matériel roulant existant doit supporter une intense exploitation sur la ligne de métro réputée « la plus chargée au monde »  avec plus de 1,4 million de passagers par jour. En 1998, c'est une commande de trois rames de neuf éléments supplémentaires, puis en février 2001 de sept rames supplémentaires qui ont été passées au consortium japonais.
Fin 2012, une commande de vingt rames de neuf éléments est passée auprès du constructeur Hyundai, les livraisons débutant en juin 2015. La commande représente 360 millions de dollars et est destinée à remplacer les rames actuelles de la ligne 1.

##### Matériel roulant métro (lignes 2 et 3)
Les trente rames japonaises de trois éléments commandées en 1992 livrées pour l'ouverture de la ligne 2, roulent en formation de six éléments. Leur largeur est de 2,69 m. L'élément moteur est de 17,41 m de long - hors couplage et l'élément intermédiaire de 16,91 m. La vitesse maximale est de 80 km/h. Deux commandes supplémentaires de huit rames de six éléments chacune, furent passées aux mêmes fournisseurs, l'une en 1995, l'autre en 1998.
En 1998 le consortium japonais avec Kinki Sharyo obtint un nouveau contrat de vingt-cinq rames de trois éléments.
C'est également le consortium japonais qui obtint un premier contrat de matériel roulant de quarante-huit éléments en 2007, puis un second en 2010 pour la ligne 3.
En février 2017, c'est la société coréenne Hyundai Rotem qui remporte un contrat de 256 éléments pour la phase 3 de la ligne 3. Un nouveau lot de six rames de huit éléments a été acheté à cette société en août 2019 grâce à un financement de la BERD. Ce lot de rames, avec un contrat de maintenance de dix ans, fut livré en 2021.

#### Signalisation
C'est la société Alstom qui a fourni les équipements de signalisation du métro, y compris du dépôt de la ligne 1 et la ligne 3 en construction.

#### Équipements en stations

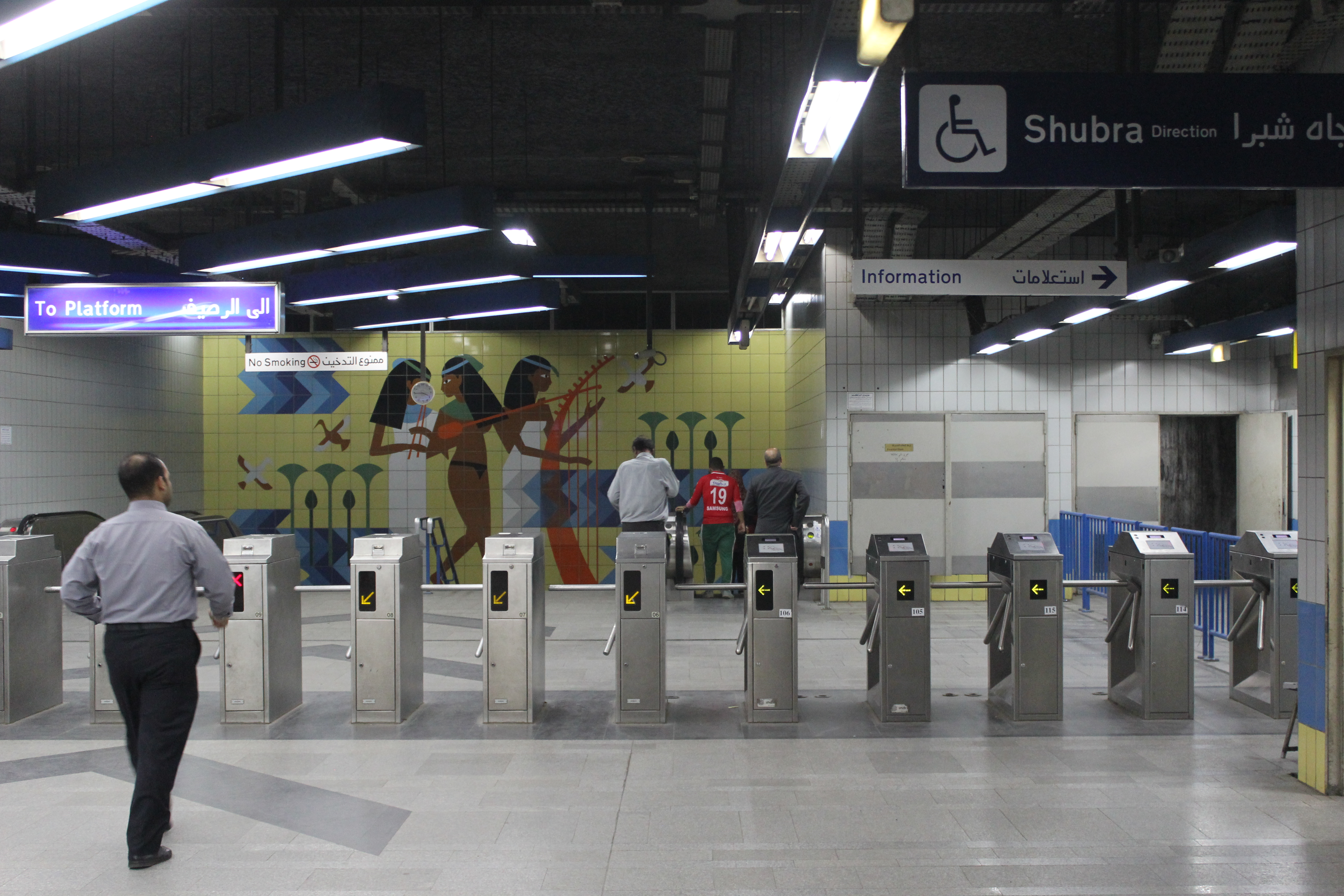
Tourniquets d'une entrée en station

C'est la société Thales qui a équipé le métro en matériel de contrôle et de billetterie.

## Exploitation et fréquentation

### Horaire
Le réseau du métro du Caire est ouvert 20h/24, de 5h du matin à 1h dans la nuit suivante.

### Tarification

#### Prix du ticket
Le prix du ticket était d'une livre égyptienne par trajet - soit environ cinq centimes d'euro, sans tenir compte de la distance, mais le ministère des Transports a accepté de doubler le prix des billets, à partir du vendredi 24 mars 2017, avec 2- £.E. pour le billet normal, 1,5 -£.E. pour le ticket pour mineurs, 1- £.E. pour le ticket spécial, après avoir coûté 1- 0,75 et 0,5- £.E. respectivement. En juillet 2020, neuf arrêts coûtent 5- £.E, seize arrêts coûtent 7 -£;E et les trajets dépassant seize arrêts coûtent 10- £.E.

### Fréquentation
Le réseau a transporté près de quatre millions de passagers par jour en 2011[réf. nécessaire].

### Curiosités
Plusieurs timbres postes à l'effigie du métro furent émis.

## Projets de développement
En 1990 une étude concernant les futures extensions du métro a été menée, et a montré que le Caire nécessitait un réseau capable de transporter 8,4 millions de trajets en transport en commun par jour, et 2,7 millions de trajets par taxi et voiture.
L'actuelle offre de transport en commun - 4,9 millions de trajets par jour, soit 3,5 millions de moins que ce qu'il faudrait - reste insuffisante. Ce manque de transport en commun a fait exploser le nombre de taxis dans les rues du Caire, ce qui a entraîné une augmentation non négligeable de la congestion de la ville.

### Réseau de monorail en construction
Un réseau de deux lignes de monorail a été proposé en 2015, l'une reliant la Cité du 6 Octobre à la banlieue de Gizeh, sur une distance de quarante-deux kilomètres, et l'autre reliant la ville de Nasr au Nouveau Caire, sur une distance de cinquante-quatre kilomètres. Le gouvernement a effectué un premier examen du projet en 2017.
En mai 2019, c'est à Bombardier Transport qu'a été attribué le contrat pour la construction des deux lignes,. La société assemblerait les véhicules dans son usine de Litchurch Lane à Derby. La livraison des rames, qui fonctionneront sans conducteur, est prévue entre 2021 et 2024. Le réseau sera construit par Orascom Construction et Arab Contractors. Ce sera le premier système de monorail en Égypte.

### Projet de trois nouvelles lignes
Le plan de transport dans l'agglomération du Caire de 1998, réactualisation de l'étude de 1973, préconisait la construction de quatre lignes nouvelles. Seule la ligne 3 est actuellement en construction.
La quatrième ligne en métro lourd, d'environ vingt-quatre kilomètres, entièrement souterraine, traverserait la région entre les pyramides du plateau de Gizeh au Sud-Ouest et Nasser City à l'Est, avec une capacité de transport de 60 000 passagers par heure et par sens. Le projet est soutenu par un financement japonais.
Les autres lignes pourraient prendre la configuration de métro léger.
Une cinquième ligne semi-circulaire, reliant « Nasser City, Héliopolis et Shoubra », entièrement souterraine sur une vingtaine de kilomètres, serait en correspondance avec les quatre premières lignes.
Une sixième ligne, partiellement souterraine d'environ dix-neuf kilomètres, reliant la rue Port Saïd, le Centre ville, Sayeda Zeinab et Maadi, traverserait Le Caire du Nord au Sud pour décongestionner la ligne 1. C'est la société Bombardier Transport qui a été choisie en 2017 pour la construction de cette nouvelle ligne.